# Verilog
Ne pas confondre avec son concurrent VHDL.
Verilog, de son nom complet Verilog HDL est un langage de description matériel de circuits logiques en électronique, utilisé pour la conception d'ASICs (application-specific integrated circuits, circuits spécialisés) et de FPGAs (field-programmable gate array).
Le sigle anglais HDL -Hardware Description Language- signifie Langage de Description du Matériel. « Verilog HDL » ne doit pas être abrégé en VHDL, ce sigle étant utilisé pour le langage concurrent VHSIC Hardware Description Language.

## Historique
À l'origine, il s'agissait d'un langage propriétaire, développé par la société Cadence Design Systems, pour être utilisé dans leurs simulateurs logiques, mais le succès grandissant de VHDL (Very high speed integrated circuits Hardware Description Language, autre langage aux objectifs similaires) a incité ses concepteurs à faire de Verilog un standard ouvert ; c'est le standard IEEE 1364 dont il existe plusieurs versions, qui ont été enrichies pour offrir des fonctions équivalentes à celles de VHDL.
Verilog combine deux aspects :
- la simulation : il permet de décrire l'enchaînement d'événements ;
- description par combinaison d'éléments (modules, expressions, portes logiques…), ce qui permet de synthétiser des circuits.

La syntaxe de Verilog est réputée largement inspirée du langage de programmation C, bien que la ressemblance se limite en fait aux expressions. Ceci explique en partie son succès et sa diffusion rapide dans la communauté des ingénieurs qui ont déjà appris le langage C.
La structure du langage Verilog permet de décrire les entrées et les sorties de modules électroniques, pour définir des portes logiques virtuelles. La combinaison de modules permet de réaliser des schémas électroniques virtuels complexes qu'il est alors possible de tester dans un programme de simulation. De tels tests ont pour objectif de :
- valider le comportement des circuits décrits (le résultat qu'ils délivrent est bien celui attendu) ;
- valider les performances de ces circuits (ils répondent dans un temps donné et les signaux qui parcourent les différents modules sont correctement synchronisés).

## Exemple de circuit en Verilog
Voici un exemple de circuit logique (ici, un compteur) décrit au niveau RTL (Register Transfer Level), c'est-à-dire synthétisable :
```
module
 
Div20x
 
(
rst
,
 
clk
,
 
cet
,
 
cep
,
 
count
,
tc
);

// TITLE 'Divide-by-20 Counter with enables'

// enable CEP is a clock enable only

// enable CET is a clock enable and

// enables the TC output

// a counter using the Verilog language

parameter
 
size
 
=
 
5
;

parameter
 
length
 
=
 
20
;

input
 
rst
;
 
// These inputs/outputs represent 

input
 
clk
;
 
// connections to the module.

input
 
cet
;

input
 
cep
;

output
 
[
size
-
1
:
0
]
 
count
;

output
 
tc
;

reg
 
[
size
-
1
:
0
]
 
count
;
 
// Signals assigned 

                      
// within an always 

                      
// (or initial)block 

                      
// must be of type reg

                      

wire
 
tc
;
 
// Other signals are of type wire

// The always statement below is a parallel

// execution statement that

// executes any time the signals 

// rst or clk transition from low to high

always
 
@
 
(
posedge
 
clk
 
or
 
posedge
 
rst
)

  
if
 
(
rst
)
 
// This causes reset of the cntr

    
count
 
<=
 
5
'b0
;

  
else

  
if
 
(
cet
 
&&
 
cep
)
 
// Enables both  true

    
begin

      
if
 
(
count
 
==
 
length
-
1
)

        
count
 
<=
 
5
'b0
;

      
else

        
count
 
<=
 
count
 
+
 
5
'b1
;
 
// 5'b1 is 5 bits 

    
end
                        
// wide and equal 

                               
// to the value 1.

// the value of tc is continuously assigned 

// the value of the expression

assign
 
tc
 
=
 
(
cet
 
&&
 
(
count
 
==
 
length
-
1
));

endmodule

```